# Zoquipilla
Zoquipilla är en ort i Mexiko.   Den ligger i kommunen Del Nayar och delstaten Nayarit, i den centrala delen av landet, 600 km nordväst om huvudstaden Mexico City. Zoquipilla ligger 781 meter över havet och antalet invånare är 129.
Terrängen runt Zoquipilla är kuperad åt nordväst, men åt sydost är den bergig. Runt Zoquipilla är det mycket glesbefolkat, med 5 invånare per kvadratkilometer. Närmaste större samhälle är Cofradía de Pericos, 18,3 km söder om Zoquipilla. I omgivningarna runt Zoquipilla växer huvudsakligen savannskog.